# Auxiliaire de traction

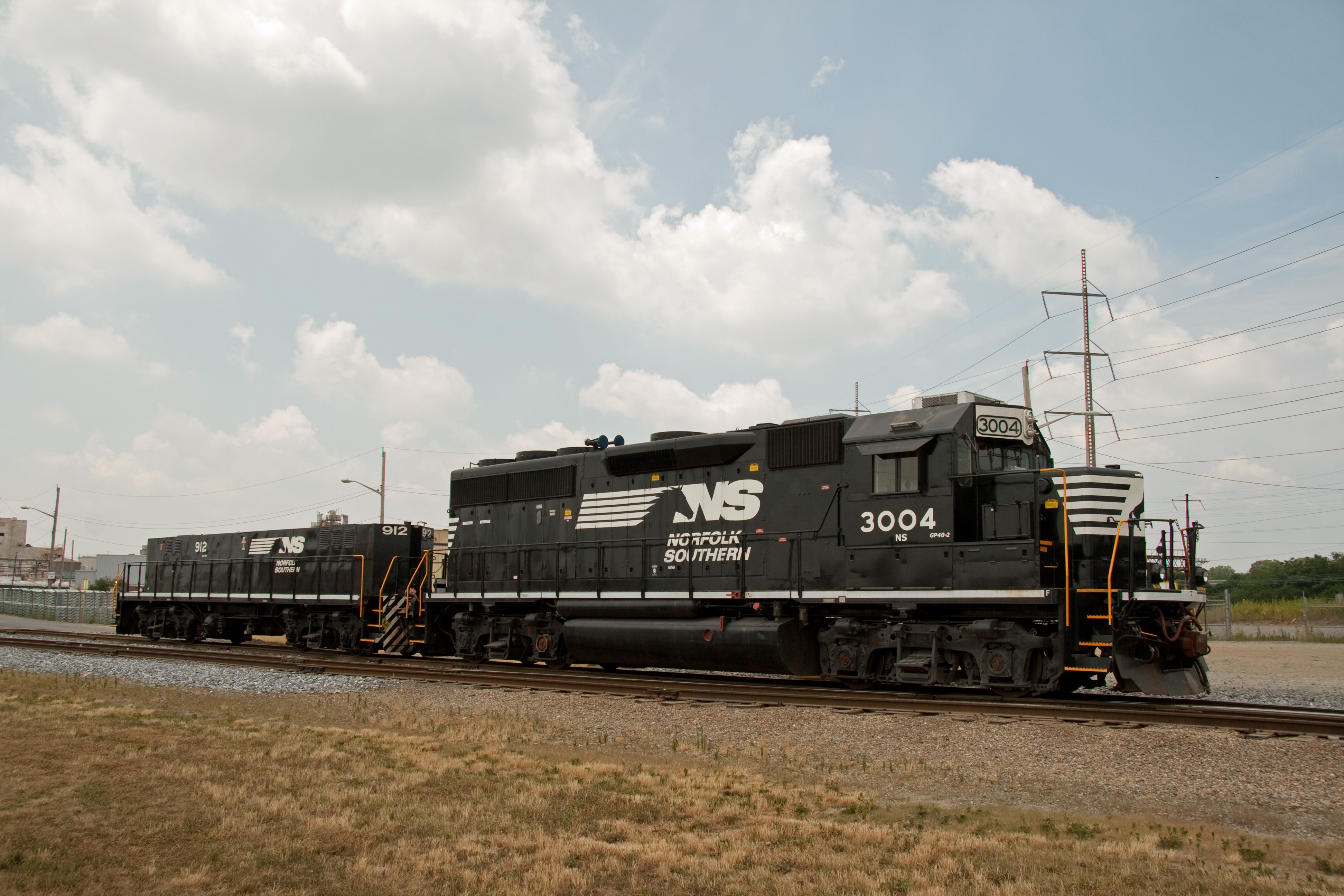
Une locomotive type GP40-2 (à l'avant plan) et un auxiliaire de traction type RP-E4 (à l'arrière-plan) ; photo prise à Wilmington, dans le Delaware.

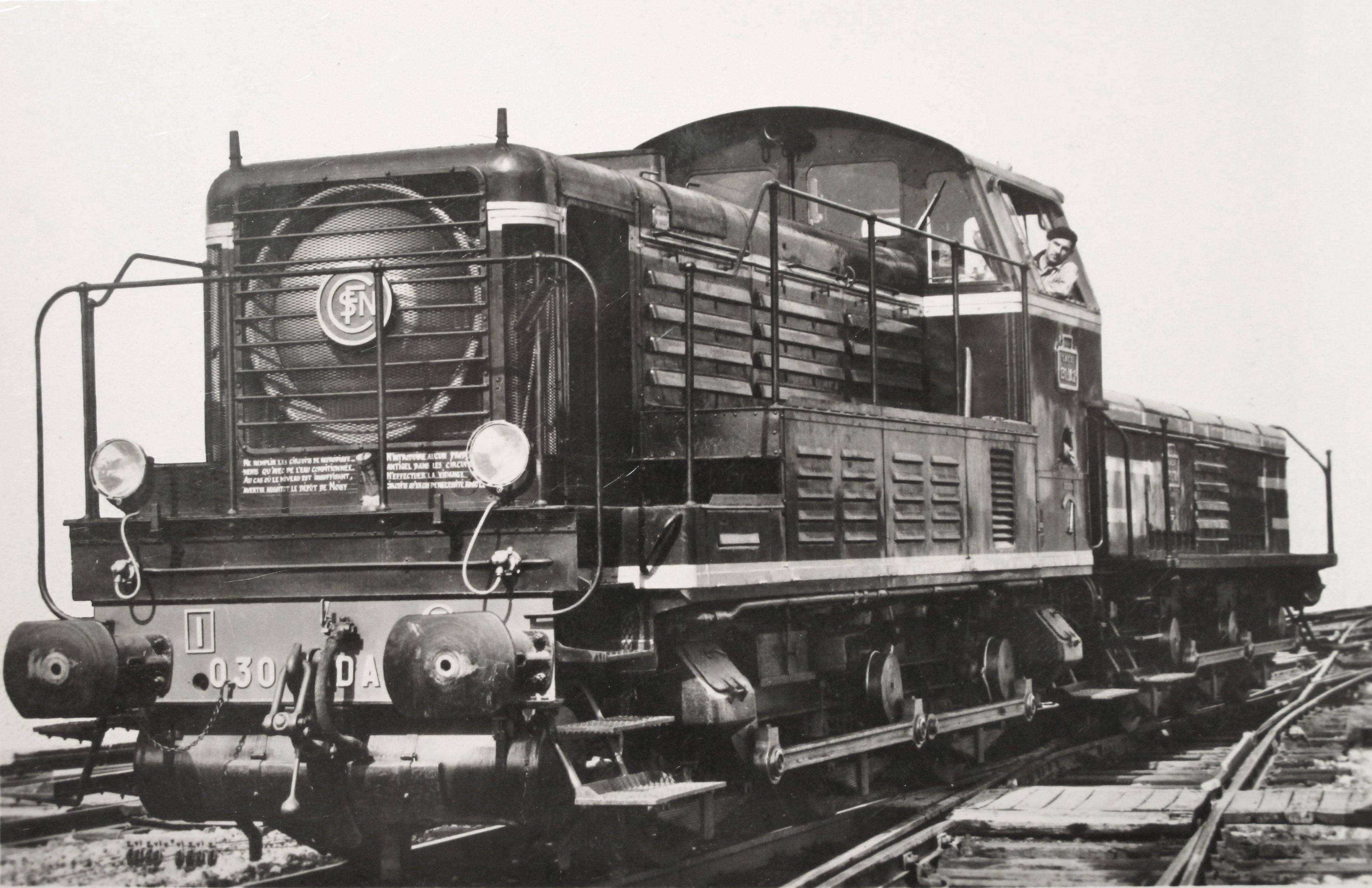
Un C 61000 de la SNCF, accouplé à un truck moteur TC 61100.

Un auxiliaire de traction ou truck moteur (surnommé en Amérique du Nord « slug », de l'anglais « limace ») est un engin moteur accessoire à une locomotive diesel-électrique. Il a des bogies avec des moteurs de traction, mais est incapable de se déplacer par ses propres moyens car il ne contient pas de moteur thermique pour produire de l'électricité. Il est donc relié à une locomotive, appelé la « mère », qui fournit le courant pour alimenter les moteurs de traction.
En Amérique du nord, un « slug » peut être confondu avec des locomotives non-équipées de postes de conduite, mais équipées d'un moteur produisant le courant électrique nécessaire à leur fonctionnement : 
- les ensembles cow-calf (en) (vache et veau) où les deux machines sont deux locomotives à part entière, mais formant une unité indéformable partageant la même immatriculation[3] ;
- les « unité B », locomotives à part entière sans cabine de conduite mais ayant une immatriculation propre[4].

## France
La SNCF a utilisé les modèles d'auxiliaire de traction suivants:
- TBB 64800
- TC 61100